# Эрнандес Морильо, Даниэль
Даниэль Эрнандес Морильо (исп. Daniel Hernández Morillo ; 1 августа 1856, Салькабамба, провинция Таякаха, Перу — 23 октября 1932, Лима) — перуанский художник, педагог, директор Национальной высшей школы изящных искусств в Лиме.

## Биография

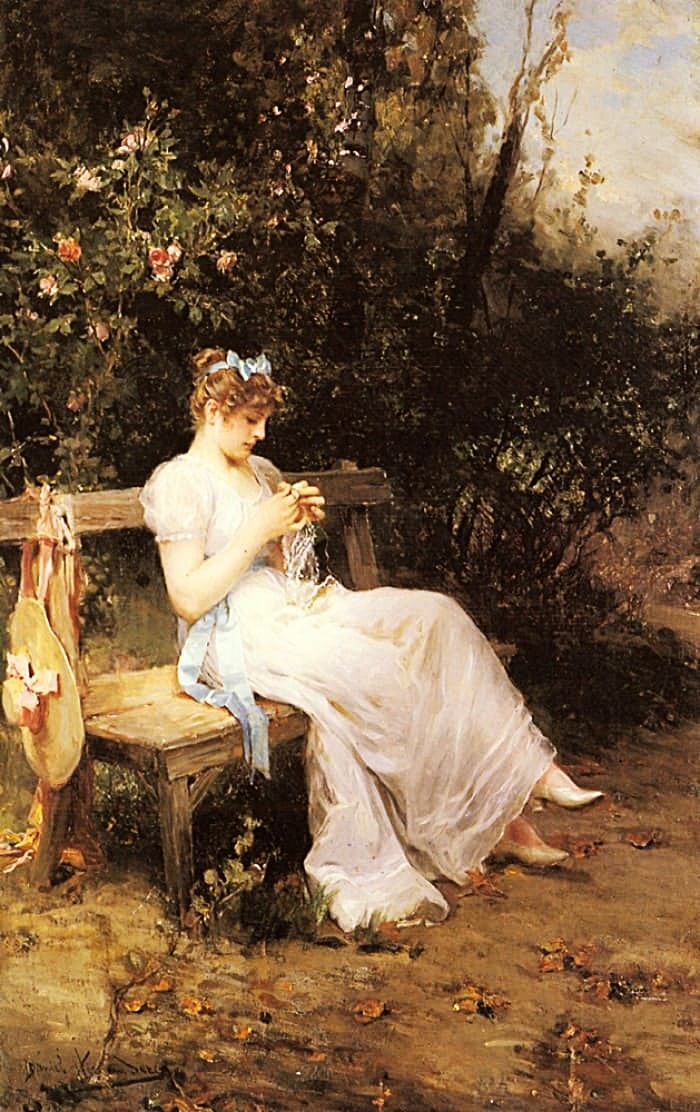
Минута отдыха

Родился в семье испанца и перуанки. Начал учиться живописи в 14-летнем возрасте. В 1872 году написал картину «Суд над Сократом», которая принесла ему признание в стране. В 1874 году, получив стипендию от перуанского правительства, отправился в Европу.
После приезда в Париж Эрнандес встретил своего соотечественника Игнасио Мерино, поддержавшего его и посоветовавшего отправиться учиться в Рим.
В течение десяти лет он изучал классическое искусство в Италии, сотрудничал с Мариано Фортуни, затем в 1883 году вернулся в Париж, где оставался до 1918 года. Избирался президентом «Sociedad de Pintores Españoles», общества испаноязычных художников Парижа, был членом «Французского общества художников» и регулярно выставлялся на Салоне. За свою знаменитую картину La Perezosa в 1899 году он был награждён серебряной медалью на Парижском салоне .
В Париже художник также был признан, его работы хорошо раскупали. На всемирной выставке в 1900 году Эрнандес за картину «Жестокая любовь» был награждён золотой медалью, а в 1901 году — орденом Почётного легиона. Отмечен также премией на Иберо-американской выставке.
В 1912 году Эрнандес провёл выставки своих работ в Монтевидео, Буэнос-Айресе и Риме.

## Творчество

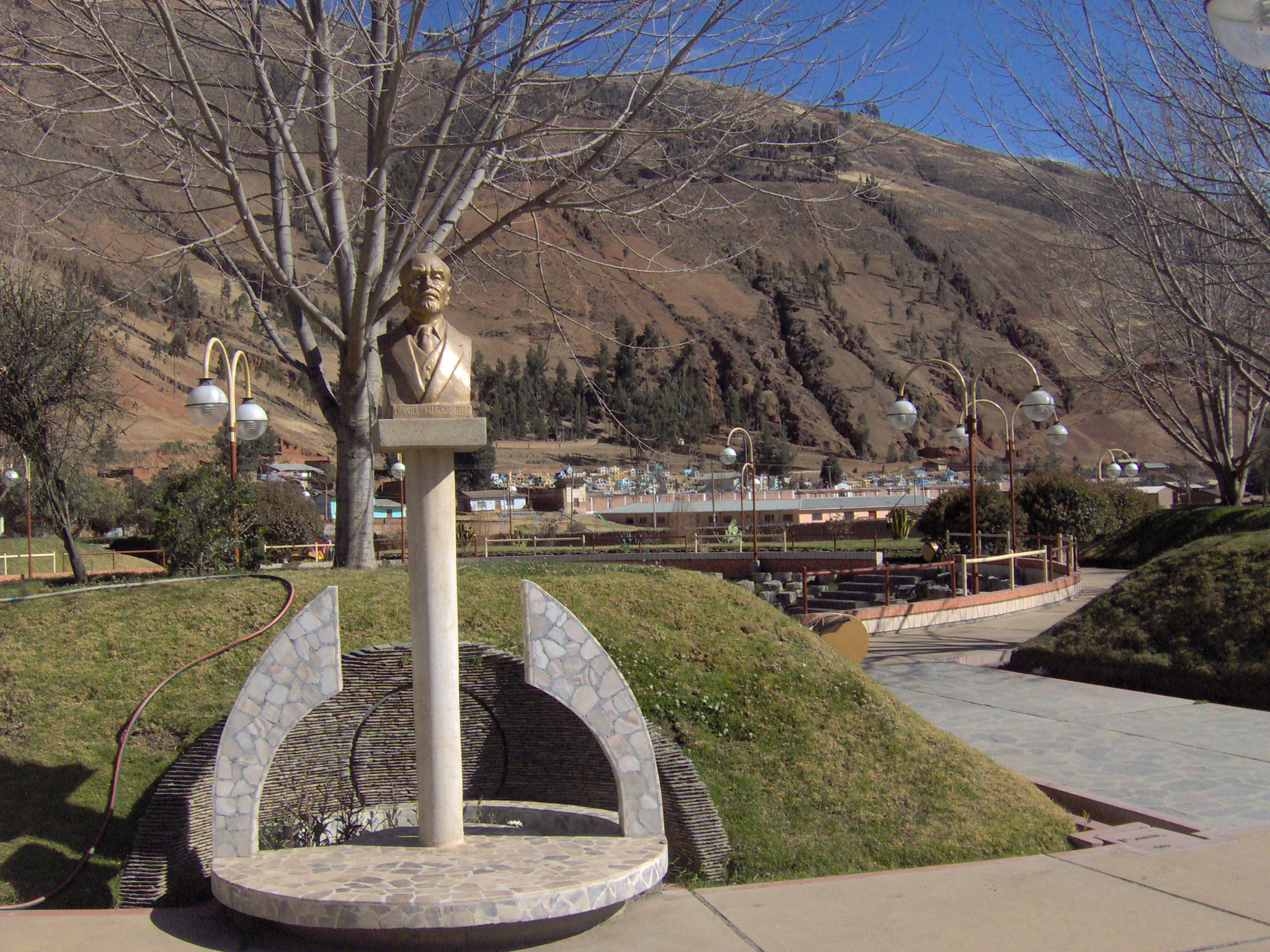
Бюст Даниэля Эрнандеса Морильо в парке города Пампас, Перу

Даниэль Эрнандес Морильо — разноплановый художник, в творчестве которого присутствуют различные стили и жанры живописи — академическая, портретная, жанровая, историческая, батальная, увлекался также импрессионизмом.
Был иллюстратором произведений Оноре де Бальзака («Сельский священник», «Утраченные иллюзии», «Сельский врач» и др.).
После того, как его младший брат Иносенсио занял важную руководящую должность в Ордене Доминиканцев в Перу и, возможно, благодаря его влиянию, президент Хосе Пардо-и-Барреда назначил Эрнандеса первым директором Национальной высшей школы изящных искусств в Лиме («Escuela Nacional Superior Autónoma de Bellas Artes», открывшейся в 1919 году. На этом посту от работал до своей смерти в 1932 году.

## Память
- В честь Даниэля Эрнандеса Морильо назван район, близ города Пампас, недалеко от места его рождения.

## Галерея

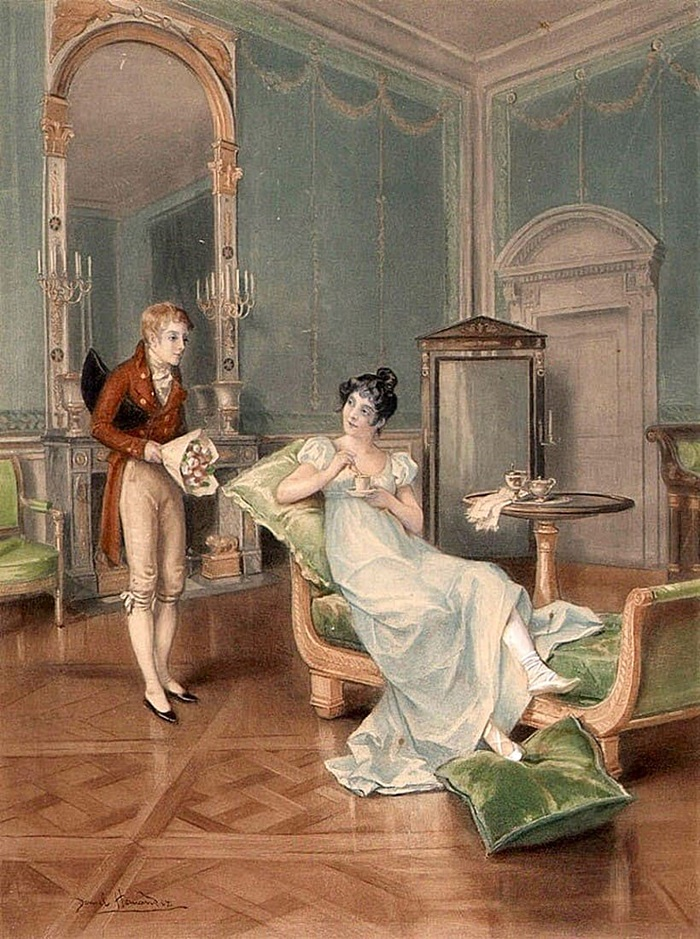
Юный поклонник
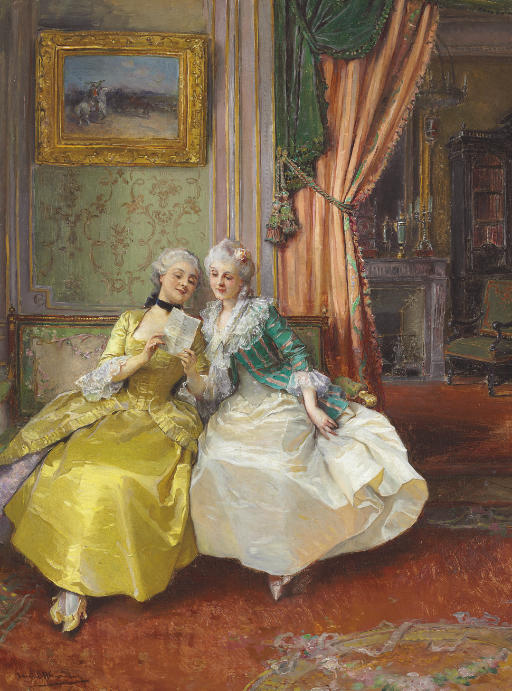
Чтение письма
Бездельница
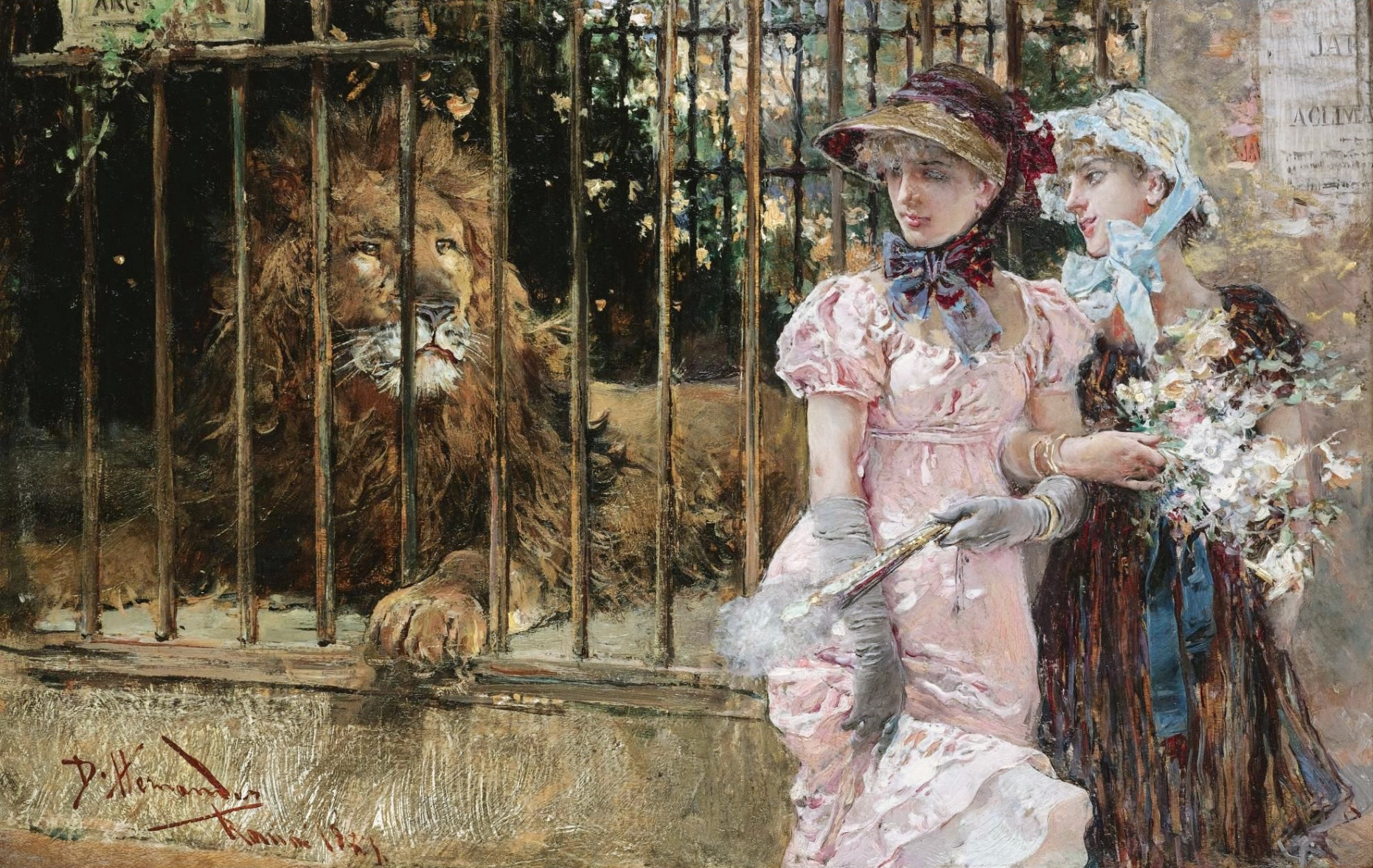
Царственный поклонник
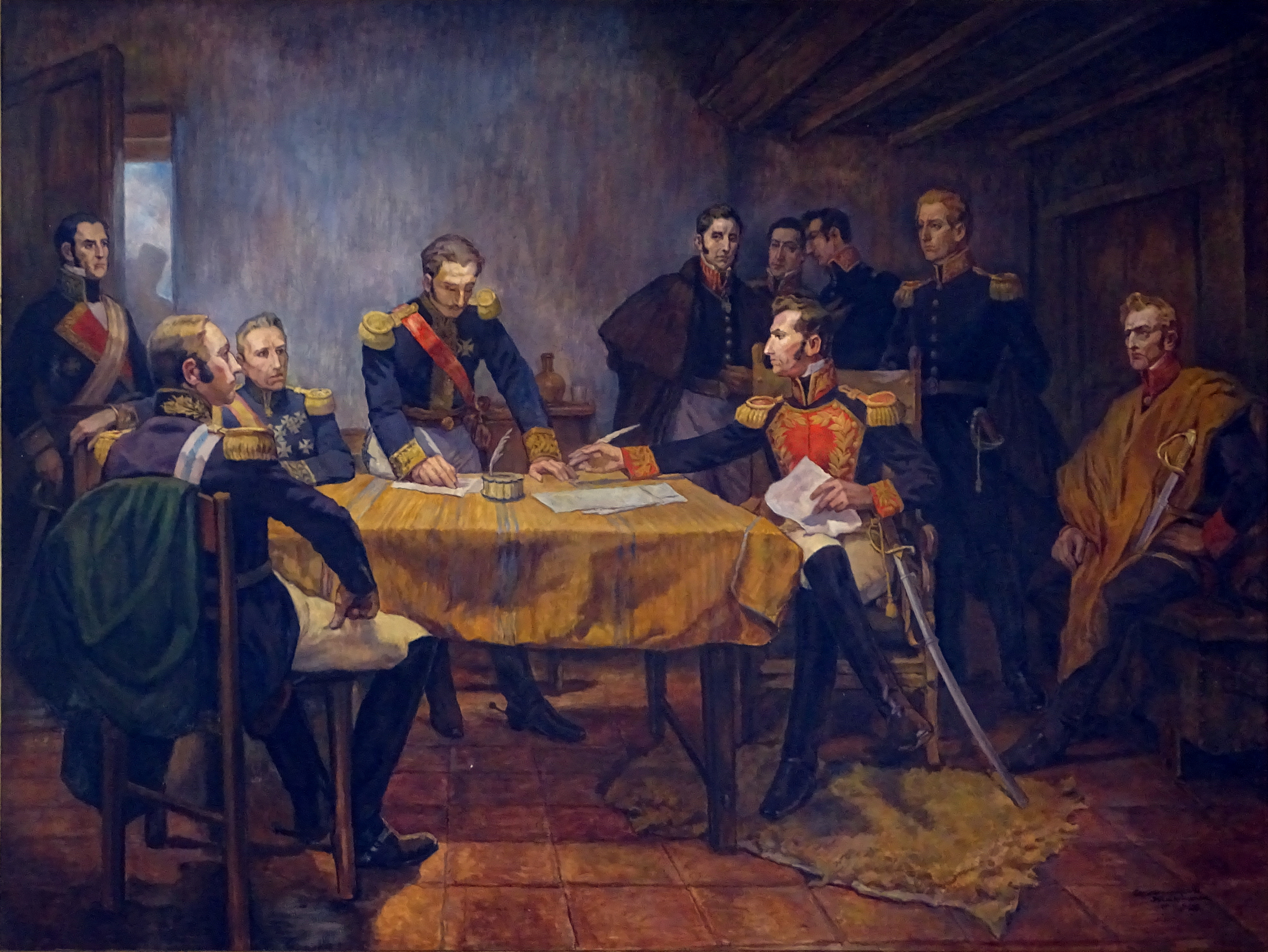
Испанцы в ходе Войны за независимость испанских колоний в Америке капитулируют перед генералом Сукре после битвы при Аякучо (1824), ставшей решающей для провозглашения независимости Перу
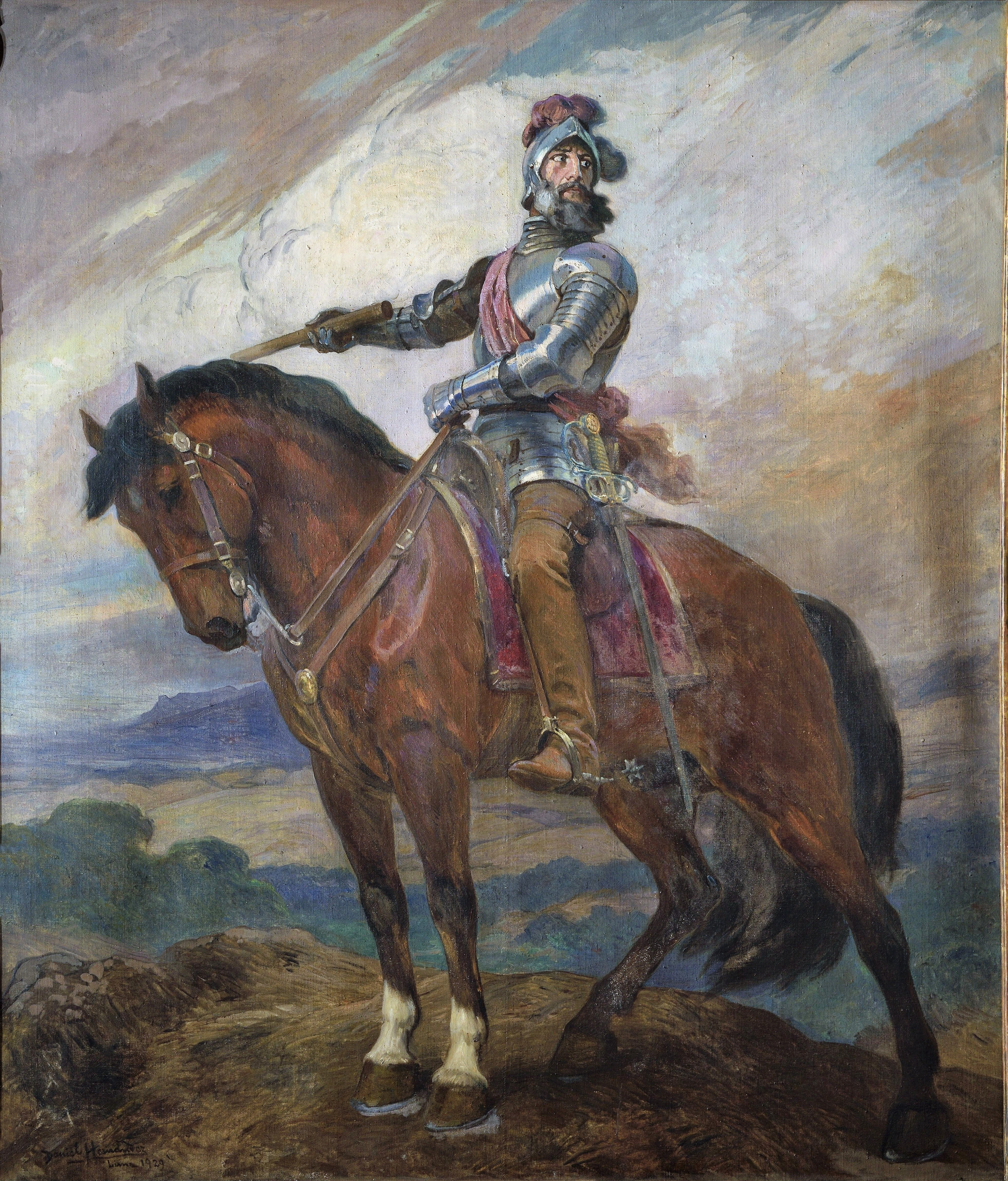
Франсиско Писарро
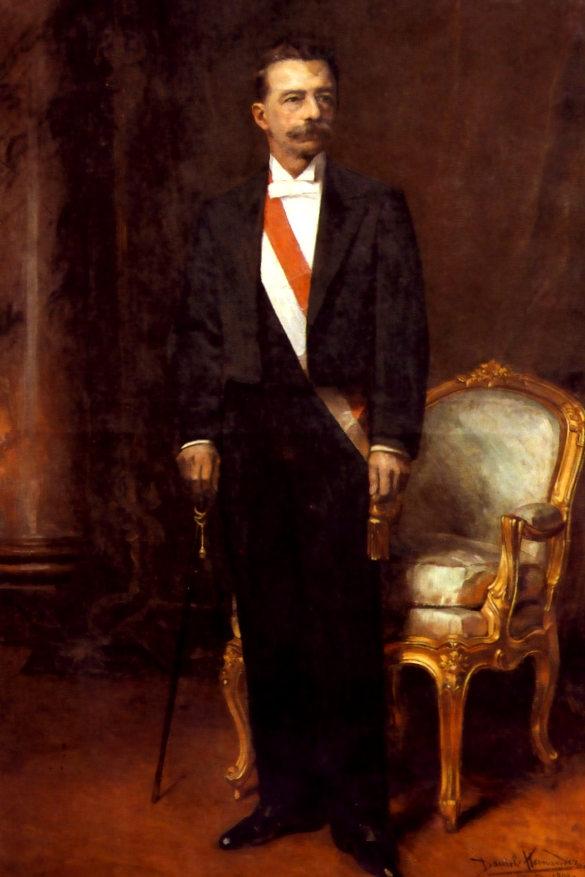
Президент Перу Эдуардо Лопес де Романья
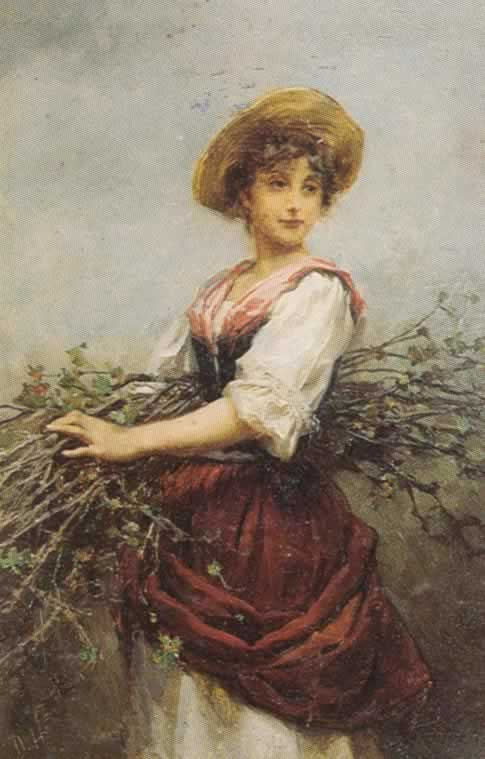
Девушка с вязанкой хвороста